# Gerard Wodarz
Gerard Wodarz (Chorzów, Imperio alemán, 10 de agosto de 1913 - Ibidem, 8 de noviembre de 1982) fue un futbolista y entrenador polaco del período de entreguerras, considerado uno de los mejores extremos izquierdos de la Ekstraklasa y uno de los máximos anotadores del Ruch Chorzów.

## Carrera
Gerard Wodarz nació en 1913 en la localidad de Bismarckhütte, un asentamiento de la Alta Silesia que en enero de 1939 pasó a formar parte de la ciudad de Chorzów. Su carrera comenzó en el Ruch Wielkie Hajduki, en el que jugó desde 1926 hasta el estallido de la Segunda Guerra Mundial, incorporándose nuevamente en la temporada 1946/47. Junto a Ernest Wilimowski y Teodor Peterek, Wordarz formó parte de una de las mejores formaciones de delanteros de la historia de la Ekstraklasa. En 183 partidos marcó 51 goles y se proclamó cinco veces campeón de la liga con el Ruch Chorzów.
Después de la invasión alemana de Polonia en septiembre de 1939, Wodarz firmó la Volksliste para adquirir la nacionalidad alemana y empezar a jugar en el recién creado Bismarckhütter SV 99, club basado en el Ruch Chorzów previo a la guerra. En 1941 fue llamado al frente por la Wehrmacht, siendo capturado por el Ejército de Estados Unidos en 1944. Los estadounidenses lo traspasaron a las Fuerzas Armadas Polacas en Occidente, donde regresaría al mundo del fútbol, jugando para algunos equipos británicos. En 1946 regresó a Polonia y durante los dos años siguientes volvió a jugar para el Ruch Chorzów, terminando su carrera en 1947.
Posteriormente pasó a entrenar a varios equipos de Alta Silesia como el Ruch Chorzów, el Piast Gliwice o el Górnik Zabrze, pero sin grandes resultados.

## Carrera internacional
Wodarz fue convocado por la selección de fútbol de Polonia en 28 ocasiones. Su debut tuvo lugar el 2 de octubre de 1932 en Bucarest, contra la selección rumana. El delantero polaco también participó en los Juegos Olímpicos de Berlín 1936, donde marcó 5 goles. Además, Wodarz representó a Polonia durante uno de los partidos más famosos en la historia del fútbol polaco: el enfrentamiento contra Brasil acaecido en Estrasburgo (Francia), durante la Copa Mundial de Fútbol de 1938.